# المرأة في الهند
تعرض وضع النساء في الهند للعديد من التغييرات عبر تاريخ الهند المسجل. شهدت مكانتهن في المجتمع تغيرات كبيرة خلال العصر القديم للهند، خاصة في المناطق الناطقة بلغات الهندو-آرية، واستمر خضوعهن وترسيخه حتى أوائل العصر الحديث للهند.
سُنت إجراءات خلال حكم شركة الهند الشرقية البريطانية (1757-1857)، والراج البريطاني (1858-1947)، أثرت على وضع المرأة، بما في ذلك الإصلاحات التي بادر بها المصلحون الهنود والسلطات الاستعمارية، مثل لائحة ساتي البنغالية 1829، وقانون إعادة زواج الأرامل الهندوسيات 1856، وقانون منع قتل الإناث 1870، وقانون سن الموافقة 1891. يحظر الدستور الهندي التمييز على أساس الجنس ويمكّن الحكومة من اتخاذ تدابير خاصة للنساء. وتشمل حقوق المرأة بموجب الدستور الهندي بشكل أساسي المساواة والكرامة والتحرر من التمييز، وتمتلك الهند أيضًا قوانين متنوعة تنظم حقوق المرأة.
شغلت العديد من النساء مناصب رسمية عليا مختلفة في الحكومة الهندية، بما في ذلك منصب رئيس الهند، ورئيس وزراء الهند، ورئيس لوك سابها (مجلس النواب). ومع ذلك، بقيت العديد من النساء في الهند أمام صعوبات كبيرة. يُلاحظ ارتفاع معدلات سوء التغذية بين المراهقات والنساء الحوامل والمرضعات في الهند، مع تداعيات على صحة الأطفال. يعد العنف ضد المرأة، وخاصة العنف الجنسي، مصدر قلق خطير في الهند أيضًا.

## النساء في الهند خلال الحكم البريطاني
ناضل العديد من المصلحين مثل رام موهان روي، وإيشوار شاندرا فيدياساغار، وجيوتيراو فولي من أجل تحسين أوضاع المرأة خلال فترة الراج البريطاني. أسس بياري شاران ساركار، الطالب السابق في كلية الهندوس في كلكتا وعضو حركة «البنغال الشابة»، أول مدرسة مجانية للفتيات في الهند عام 1847 في باراسات، وهي ضاحية من ضواحي كلكتا (سميت المدرسة لاحقًا مدرسة كاليكريشنا الثانوية للفتيات). ورغم أن هذا قد يوحي بعدم وجود مساهمة بريطانية إيجابية خلال حقبة الراج، إلا أن ذلك ليس صحيحًا تمامًا. تُذكر زوجات المبشرين مثل مارثا مولت (المولودة باسم ميد) وابنتها إليزا كالدويل (المولودة باسم مولت) لريادتهما في تعليم الفتيات وتدريبهن في جنوب الهند. قوبلت هذه الممارسة في البداية بمقاومة محلية، لأنها كانت تتعارض مع التقاليد. أدت جهود راجا راممهان روي إلى إلغاء عادة ساتي (حرق الأرملة مع جثة زوجها) تحت حكم الحاكم العام وليام كافنديش بنتينك في عام 1829. أدت حملة إيشوار تشاندرا فيدياساغار لتحسين وضع الأرامل إلى صدور قانون إعادة زواج الأرامل عام 1856. ساعدت العديد من النساء المصلحات مثل بانديتا راماباي أيضًا في قضية المرأة.
قادت كيتور تشيناما، ملكة ولاية كيتور الأميرية في كارناتاكا، تمردًا مسلحًا ضد البريطانيين ردًا على مبدأ السقوط (Doctrine of lapse). قادت راني لاكشمي باي، ملكة جانسي، أيضًا الثورة الهندية عام 1857 ضد البريطانيين. تحتفي الروايات التاريخية والثقافة الشعبية براني لاكشمي باي كرمز للمقاومة. أما بيجوم حضرت محل، الحاكمة المشاركة لأوَده، فكانت حاكمة أخرى قادت ثورة 1857. رفضت عقد صفقات مع البريطانيين وانسحبت لاحقًا إلى نيبال. كما اعتُبرت بيجومات بوبال حاكمات بارزات خلال هذه الفترة. وقد تدربن على الفنون القتالية. كانت تشاندرا موخي باسو، وكادامبيني غانغولي، وأناندي غوبال جوشي من أوائل النساء الهنديات اللواتي حصلن على شهادة جامعية.
التقى أول وفد نسائي بوزير الخارجية في عام 1917 للمطالبة بالحقوق السياسية للمرأة، بدعم من المؤتمر الوطني الهندي. عُقد مؤتمر تعليم المرأة لعموم الهند في بونا عام 1927، وأصبح منظمة رئيسية في حركة التغيير الاجتماعي. وفي عام 1929، أُقر قانون تقييد زواج الأطفال، الذي حدد الرابعة عشرة كحد أدنى لسن زواج الفتاة. وشدد المهاتما غاندي، الذي كان نفسه ضحية زواج الأطفال في سن الثالثة عشرة، لاحقًا على الناس بمقاطعة زواج الأطفال، ودعا الشباب إلى الزواج من الأرامل الأطفال.

## الهند المستقلة
حققت المرأة في الهند تقدمًا ملحوظًا في المشاركة عبر مجالات مختلفة مثل التعليم والرياضة والسياسة والإعلام، رغم استمرار وجود التحديات. شغلت إنديرا غاندي منصب رئيسة وزراء الهند لفترة إجمالية بلغت خمسة عشر عامًا، وهي أطول فترة خدمة لرئيسة وزراء في العالم.
يضمن دستور الهند لجميع النساء الهنديات المساواة (المادة 14)، وعدم التمييز من قبل الدولة (المادة 15(1))، وتكافؤ الفرص (المادة 16)، والأجر المتساوي للعمل المتساوي (المادة 39(د)) والمادة 42. يسمح أيضًا بوضع أحكام خاصة من قبل الدولة لصالح النساء والأطفال (المادة 15(3))، وينبذ الممارسات المهينة لكرامة المرأة (المادة 51(أ)(هـ))، ويسمح أيضًا بوضع أحكام من قبل الدولة لضمان ظروف عمل عادلة وإنسانية وإعانة الأمومة (المادة 42).
اكتسب النشاط النسوي في الهند زخمًا في أواخر السبعينيات من القرن العشرين. وكانت قضية اغتصاب ماثورا من أوائل القضايا الوطنية التي جمعت المجموعات النسائية معًا. أدت تبرئة رجال شرطة متهمين باغتصاب فتاة شابة تدعى ماثورا في مركز للشرطة إلى احتجاجات على مستوى البلاد في عامي 1979-1980. أجبر الاحتجاج، الذي غطته وسائل الإعلام الوطنية على نطاق واسع، الحكومة على تعديل قانون الإثبات، وقانون الإجراءات الجنائية، وقانون العقوبات الهندي، وأضاف جريمة جديدة هي الاغتصاب أثناء الاحتجاز.
ونظرًا لأن إدمان الكحول غالبًا ما يرتبط بالعنف ضد المرأة في الهند، أطلقت العديد من المجموعات النسائية حملات مناهضة للخمور في أندرا براديش، وهيماشال براديش، وهاريانا، وأوديشا، وماديا براديش وولايات أخرى. وقد شككت العديد من النساء المسلمات الهنديات في تفسير القادة الأساسيين لحقوق المرأة بموجب قانون الشريعة وانتقدن نظام الطلاق الثلاثي.
فازت ماري روي بدعوى قضائية في عام 1986، ضد تشريع الميراث في مجتمعها المسيحي السرياني الكيرالي في المحكمة العليا. ضمن الحكم حقوقًا متساوية للنساء المسيحيات السريانيات مع أشقائهن الذكور فيما يتعلق بممتلكاتهم الموروثة. اتبع مجتمعها المسيحي السرياني حتى ذلك الحين أحكام قانون ترافانكور للخلافة لعام 1916 وقانون كوتشين للخلافة لعام 1921، بينما اتبعت نفس الطائفة في أماكن أخرى في الهند قانون الخلافة الهندي لعام 1925.
مكنت المنح من وكالات المانحين الأجانب في تسعينيات القرن العشرين من تشكيل منظمات غير حكومية جديدة موجهة للمرأة. لعبت مجموعات المساعدة الذاتية والمنظمات غير الحكومية مثل جمعية النساء العاملات لحسابهن الخاص (SEWA) دورًا رئيسيًا في النهوض بحقوق المرأة في الهند. وقد برزت العديد من النساء كقائدات للحركات المحلية، على سبيل المثال، ميدها باتكار من حركة نارمادا باتشاو أندولان.
قيدت محكمة كيرالا العليا في عام 1991 دخول النساء فوق سن العاشرة ودون سن الخمسين عامًا إلى ضريح سابريمالا، إذ كنّ في سن الحيض. ومع ذلك، في 28 سبتمبر 2018، رفعت المحكمة العليا في الهند الحظر على دخول النساء. وذكرت أن التمييز ضد المرأة على أي أساس، حتى الديني، هو أمر مخالف للدستور.
أعلنت حكومة الهند عام 2001 عامًا لتمكين المرأة (سواشاكتي)، وأُقرت السياسة الوطنية لتمكين المرأة في نفس العام.